# Mehdī Nāderī
Mehdī Nāderī (persisch مهدی نادری ; * 17. April 1973 in Teheran) ist ein iranischer Filmemacher. 1988 startete er seine Karriere mit dem Regieführen am Theater seiner Schule. Später wechselte er die Branche und ging zum Film, wo er bisher verschiedene Dokumentar- und Kurzfilme schuf. Mehdi Naderi ist außerdem Drehbuchautor, Filmeditor und Filmproduzent.
Sein erster Spielfilm Farewell Baghdad (2010) wurde vom Iran für die Oscarverleihung 2011 als Bester fremdsprachiger Film vorgeschlagen.

## Filmografie

### Als Regisseur und Drehbuchautor
| Jahr | Originaltitel            | Deutscher/Englischer Titel                                                    | Länge | Bemerkungen                      |
| ---- | ------------------------ | ----------------------------------------------------------------------------- | ----- | -------------------------------- |
| 2010 | Bedrūd Bāghdād           | Farewell Baghdad                                                              | 90'   | Fiction                          |
| 2008 | Royaha-ye faramūsh shode | Vergessene Träume. Die Erinnerungen einer polnischen Immigrantin in den Iran. | 28'   | Documentary                      |
| 2008 | Ghadam be ghadam         | Step by Step. Kurzportrait von Shirin Ebadi                                   | 6'    | Dokumentarfilm(trailer)          |
| 2007 | Next stop                | Next stop                                                                     | 10'   | Experimental, unveröffentlicht   |
| 2005 | -                        | Das Bild der Worte. Porträt von Kambuzia Partovi                              | 45'   | Dokumentarfilm                   |
| 2005 | -                        | Verehrer der Dunkelheit                                                       | 52'   | Dokumentarfilm, unveröffentlicht |
| 2004 | Sūti tāriki              | Pfiffe im Dunkeln                                                             | 13'   | Doku-fiction                     |
| 2003 | Gozāresh zir-e khāk      | Vergrabene Schätze. Ein Untergrundbericht                                     | 40'   | Dokumentarfilm                   |
| 2002 | Dokhtarān-e Aftāb        | Die Töchter der Sonnenscheins                                                 | 21'   | Dokumentarfilm                   |
| 2000 | -                        | Zugenähte Lippen                                                              | 12'   | Fiction                          |
| 1998 | Festival                 | Festival                                                                      | 20'   | Experimental/Fiction             |
| 1996 | Mādar                    | Mutter                                                                        | 12'   | Fiction                          |
| 1996 | Zang-e panjom            | Das fünfte Läuten                                                             | 5'    | Fiction                          |
| 1995 | Hedie-ye Bāba            | Das Geschenk des Vaters                                                       | 18'   | Experimentalfilm                 |

### Als Autor
| Jahr | Originaltitel   | Deutscher Titel      | Regisseur         | Länge | Bemerkungen                              |                   |
| ---- | --------------- | -------------------- | ----------------- | ----- | ---------------------------------------- | ----------------- |
| 2009 | ABC-Policy      | ABC-Policy           | Hamid Akbari      | 65'   | Politische Komödie                       | Drehbuch, Berater |
| 2008 | Qasr Chaplin    | Chaplins Schloss     | Amir Seyedzadeh   | 360'  | TV-Serie(nicht realisiert) Komödie/Drama | Drehbuch          |
| 2008 | Bedune sharh    | Ohne Kommentar       | Mohsen Amiryosefi | 80'   | Fiction                                  | Drehbuch          |
| 2007 | Ghalb-e Simorgh | Das Herz des Simorgh | Wahid Nassirian   | 90'   | Animationsfilm                           | Dialoge           |

### Als Filmeditor
| Jahr | Originaltitel            | Deutscher Titel                 | Regisseur            | Länge | Bemerkungen          |
| ---- | ------------------------ | ------------------------------- | -------------------- | ----- | -------------------- |
| 2009 | Shekār                   | Die Jagd                        | Beirūz Ghobādi       | 5'    | Experimentalfilm     |
| 2009 | To khorshīd man māh      | Du bist die Sonne, ich der Mond | Moharram Zeīnalzādēh | 85'   | Fiction              |
| 2008 | Khāb-e tārīk             | Der dunkle Traum                | Rezā Sobhāni         | 15'   | Fiction              |
| 2007 | Farāri                   | Auf der Flucht                  | Hamīd Ghawāmi        | 50'   | Experimental fiction |
| 2007 | Rahman                   | Rahman: Vier Geschichten        | Ālireza Nāderi       | 92'   | Film Theater         |
| 2006 | Asb                      | Das Pferd                       | Madi Omid            | 85'   | Fiction              |
| 2005 | Gorīz                    | Die Flucht                      | Hīwā Zabihi          | 20'   | Fiction              |
| 2001 | Tavāllod-e yek shekārchi | Geburt eines Jägers             | Hamīd Ghawāmi        | 5'    | Experimentalfilm     |

## Filmpreise

### Farewell Baghdad
- 2010 Best Film – Filmfestival in Baghdad
- 2010 Irans offizielle Eingabe für die Oscarverleihung 2011 für den besten fremdsprachigen Film der Academy of Motion Picture Arts and Sciences (AMPAS)[2]

### Rahman: Vier Geschichten (von Alīrezā Nāderī)
- 2009 Best film-theater editing – FAJR Theater Festival (Iran)

### Royāhāye faramush shode
- 2008 Best cinema student Film award – Haqiqat Film Festival (Iran)

### Farāri (vn Hamid Ghavāmi)
- 2008 Best Experimental Editing – IYCS-Film Festival (Iran)

### Dokhterān-e Āftāb
- 2006 – ... – Nationales Frauen-Filmfestival (Iran)
- 2003 Paulig Baltic's Prize – Pärnu Filmfestival (Estonia)
- 2003 Best Documentary – Tampere Filmfestival (Finland)
- 2003 Recognition – Internationales FAJR Filmfestival (Iran)

### Gozāresh zir-e zamīn
- 2004 Beste Recherche – Dokumentarfilmfestival der Teheran University (Iran)
- 2004 Spezialpreis der Jurie – Internationales Kurzfilmfestival (Iran)
- 2003 Beste Dokumentarfilm-Regie – Khaneh Cinema Board (Iran)
- 2003 Bester Fiction-Dokumentarfilm – Heritage Filmfestival (Iran)

### Festival
- 2000 Urkunde – Festival der Nationen. Ebensee (Austria)

### Zang-e panjom
- 1997 Best National Shortfilm – International Short Film Festival (Iran)